# アンダース・ハウゲン
アンダース・ハウゲン（Anders Olsen Haugen、1888年10月24日 - 1984年4月14日）は、アメリカ合衆国の元スキージャンプ、ノルディック複合、クロスカントリースキー選手。

## プロフィール
ハウゲンは1888年にノルウェー、テレマルク県ボーで生まれ、1908年にアメリカ合衆国コロラド州サミット郡ディロンに移住した。
1919年に213フィート（64.92メートル）の世界記録（当時）を樹立、翌1920年には214フィート（65.23メートル）に更新した。
1924年のシャモニーオリンピックにアメリカスキーチームのキャプテンとして出場、スキージャンプで4位となった。50年後の1974年に、当時の得点計算が間違っており、銅メダルとされたトルライフ・ハウグと4位のハウゲンの順位が入れ替わることが判明した。1974年9月12日、オスロのホルメンコーレンハウスにおいて、50年遅れの銅メダルがハウグの娘アン＝マリーマグナッセンから85歳のハウゲンに手渡された。
1929年にハウゲンと弟のラースはカリフォルニア州のレークタホに移り住み、レークタホスキークラブを設立した。70代になるまでジュニアの育成に尽力し、1978年にはコロラド州スキー殿堂入りの名誉をうけた。1984年、95歳で死去した。